# 비올족

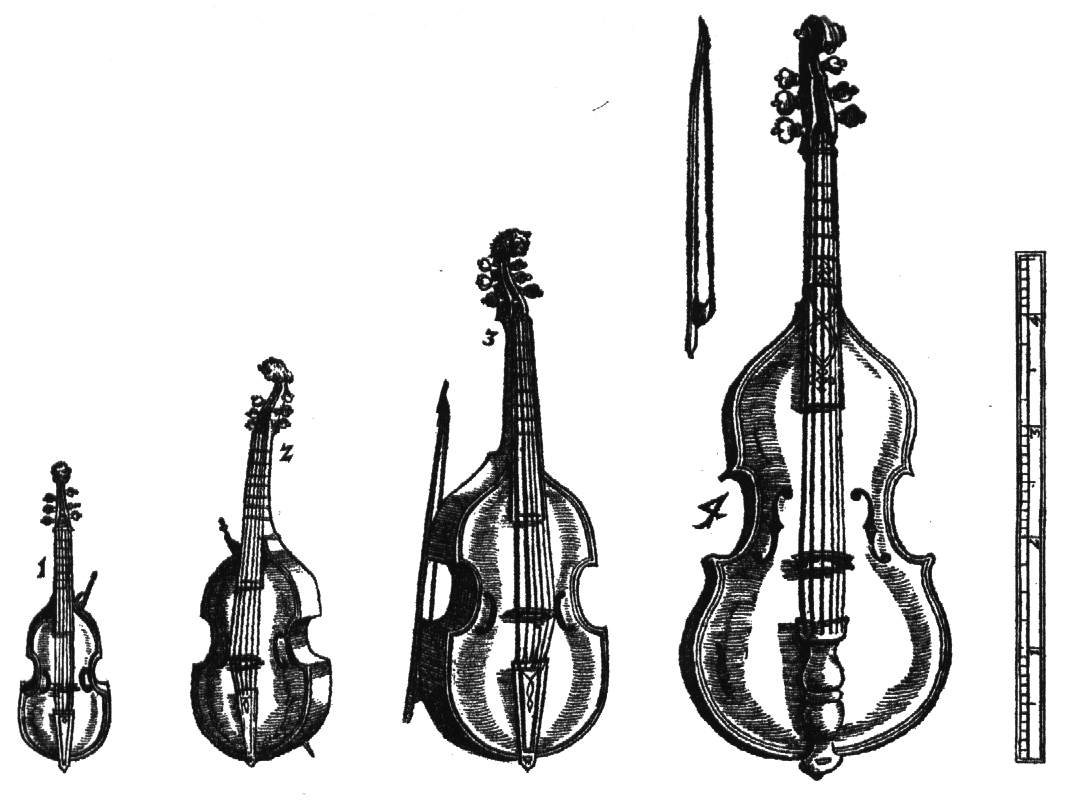
다양한 크기의 비올

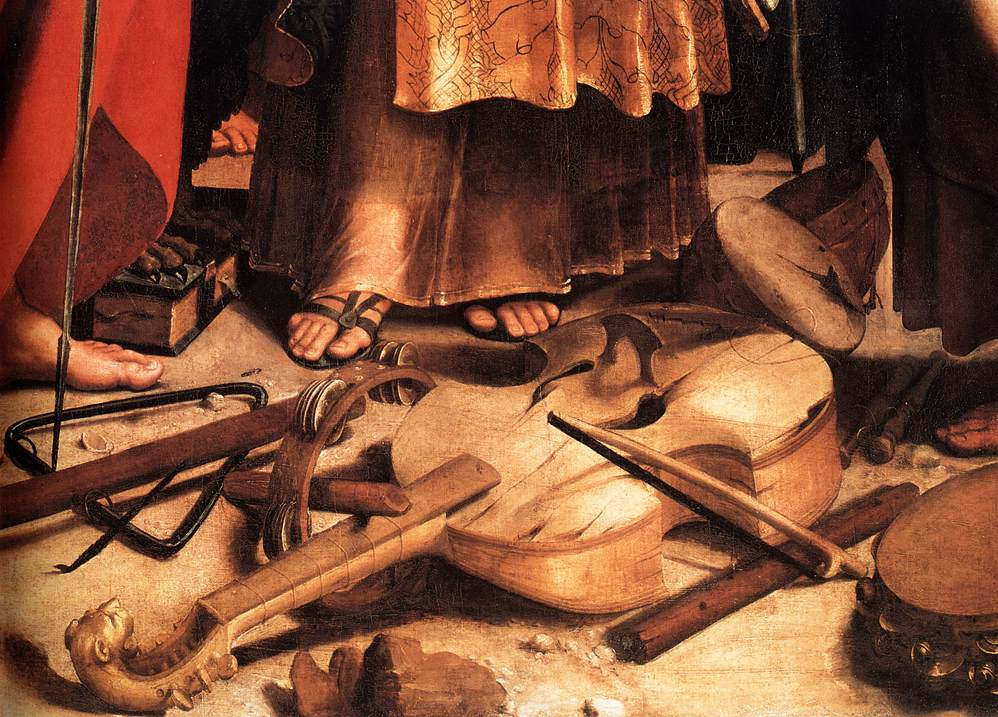
테너 비올라 다 감바(이탈리아)

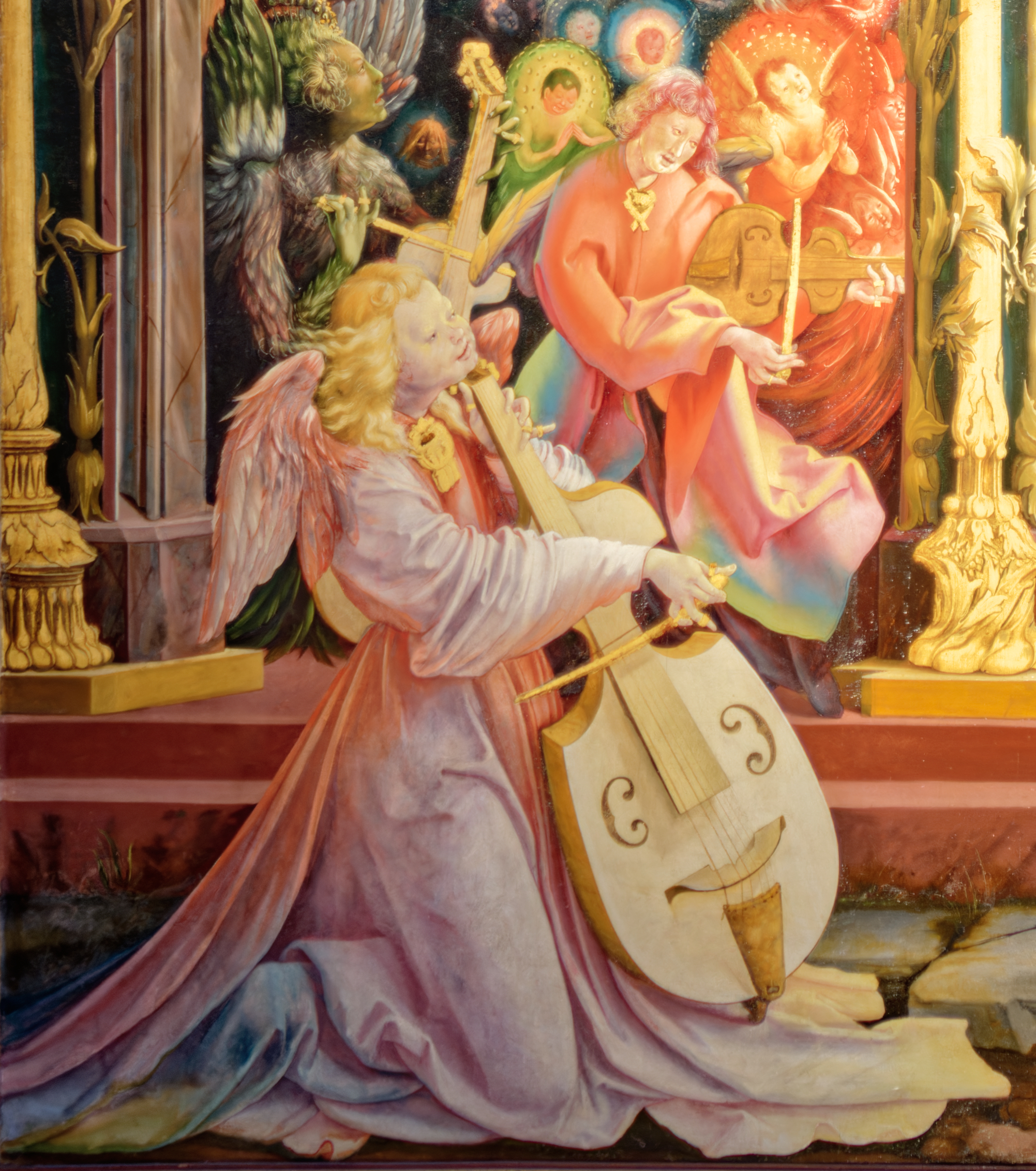
비올라 다 감바(앞)와 비올라 다 브라치오(뒤)

비올족은 1400년대 발달하여 르네상스 시대와 바로크 시대에 주로 사용된 현악기(찰현악기)군이다. 비올족 악기의 지판에는 기타나 류트처럼 프렛이 있다. 비올(또는 비올라 다 감바)은 비올족 악기를 통칭하는 말이다. 비올족은 스페인의 비우엘라(기타와 비슷한 발현악기)로부터 많은 영향을 받았고, 발달 과정에서 연주 자세는 무슬림의 라바브의 영향을 받았다.

## 역사
15세기 중반 이후 비우엘라 연주자들은 활로 비우엘라를 연주하기 시작했고, 이로부터 삼십 년 안에 완전히 새롭고 활로만 연주하는 악기가 탄생했다. 이 새로운 악기는 여전히 비우엘라의 특징(평평한 뒷판, 날카롭게 들어간 허리, 프렛, 동일한 조율 등)을 크게 드러냈기 때문에 스페인어로 비우엘라 데 아르코(활의 비우엘라)라 불리었다. 연주자들은 이 악기를 지금의 첼로처럼 무릎 사이에, 또는 무릎 위에 세워 연주하였다. 여기서 이 악기의 이탈리아어 이름인 비올라 다 감바(다리를 위한 비올)가 비롯되었다. 이 이름은 초기의 바이올린족과 겉보기에 비슷한 비올라 다 브라치오(팔을 위한 비올)와 구별된다.

## 구조
16세기의 많은 현악기들의 현이 네다섯 개였던 것에 비해 비올은 대개 여섯 개의 현을 가졌다(주류는 아니었지만 이후 일곱 개의 현을 가진 비올도 등장한다). 현대의 바이올린족 악기들이 철로 만든 현을 쓰는 데 비해 비올은 지금도 양의 창자로 만든 낮은 장력의 거트현을 쓴다. 거트현은 철로 만든 현보다 따뜻하고 부드러운 소리를 낸다. 1660년 무렵에는 거트현이나 비단으로 만든 현의 겉에 구리로 만든 선을 감은 현이 등장했는데, 이것은 비올에서 가장 낮은 음을 내는 현을 대체했고, 다른 현악기들에서도 많이 쓰였다. 비올의 지판 위에는 움직여 고정할 수 있는 프렛이 있었다.
비올은 처음에 비우엘라 데 마노와 매우 비슷하게 모든 부분이 평평한 널판지 같은 나무로 만들어졌다. 그러나 몇몇 비올은 바이올린족 악기처럼 앞판이 약간 부풀어 오른 듯한, 완만한 곡선을 이루도록 만들어지기도 했다. 초기 비올의 허리 부분은 비우엘라와 비슷해서 많이 들어가지 않았지만 16세기가 지나면서 점점 잘록해졌다. 비올의 평평한 뒷판은 목과 몸통이 만나는 부분에서 급한 경사를 이루어서 비올의 몸통은 위로 갈수록 좁아지는 형태를 띠었다. 전통적으로 악기 제작에는 동물에서 얻은 아교를 사용했고, 내부의 이음매는 비우엘라와 같이 리넨이나 피지(皮紙)로 된 줄에 뜨거운 동물 아교를 흠뻑 적신 것으로 더 단단하게 만들었다. 줄감개가 있는 머리 부분은 대개 정교하게 장식되었고 지금은 친숙한 돌돌 말린 모양도 있었다.
비우엘라와 비올은 초기에 현대 바이올린과 유사한 날카롭게 들어가는 허리 모양을 하고 있었다. 이는 15세기 중반부터 나타나 많은 현악기에 유행한 모양이었는데, 손으로 퉁겨지는 비우엘라와 활로 켜지는 비우엘라 사이의 관계를 이해하는 데 열쇠가 된다. 16세기 중반부터는 기타와 같이 허리가 완만하게 들어간 모양(완만한 '8' 모양)도 만들어졌다.

## 조율
완전 5도로 조율되는 바이올린족 악기들과 다르게, 비올은 보통 가운데 두 줄은 장 3도, 나머지는 완전 4도로 조율되었다. 이것은 현대의 기타가 조율되는 방법과 비슷하며, 당시의 비우엘라 데 마노나 류트의 조율과 같다.

## 비올족의 악기

### 비올로네
비올로네(이탈리아어: violone)는 베이스 비올보다 1옥타브 낮은 6현의 악기로서 오늘날 콘트라베이스의 조상이 된 것이다. 바흐의 칸타타에 종종 나타나는 비올로네는 6현의 옛 형에서 콘트라베이스로 이행하는 과도기의 악기였다.

### 비올라 바스타르다
비올라 바스타르다(이탈리아어: viola bastarda)의 크기는 테너와 베이스의 중간이며 옛날의 리라 다 감바를 모방하여 4도나 5도로 조현되는 것이 여느 비올족과 다른 점이다.

### 비올라 다모레
비올라 다 모레(이탈리아어: viola d'amore)의 크기는 트레블 비올과 같으나 7줄의 현을 맨 지판 밑에 울림줄을 가지고 있는 점이 다르다. 프렛도 없는 것이 특징이며 바이올린과 같이 받쳐 들고 연주한다.

### 비올라 디 보르도네
비올라 디 보르도네(이탈리아어: viola di bordone)는 통상 바리톤이라 한다. 18세기의 악기로서 울림줄을 가지고 있다. 대형의 비올라 다 모레이다. 비올의 주법은, 처음에는 활을 아래에서 잡고 악기도 바이올린같이 어깨에 대지 않고 양쪽 다리 사이에 끼거나 위에 올려놓든가 하였으나 점차로 바이올린족의 주법에 가까워졌다.